# Lymnas andania
Lymnas andania är en fjärilsart som beskrevs av William Chapman Hewitson 1875. Lymnas andania ingår i släktet Lymnas och familjen Riodinidae. Inga underarter finns listade i Catalogue of Life.